# إنشاء النماذج والمستندات
يعد إنشاء النماذج والمستندات أحد الأشياء التي يقوم بها المتصلون الفنيون كجزء من إنشاء مخرجات لشركاتهم أو عملائهم. تصميم الوثيقة هو: "مجال النظرية والتطبيق يهدف لإنشاء مستندات وظيفية مفهومة ومقنعة وقابلة للاستخدام". يمكن أن يكون لهذه النماذج والمستندات العديد من الأغراض المختلفة مثل جمع المعلومات أو تقديمها.

## التصور والتواصل المرئي

### المغزى
استطلعت إيفا برومبرجر (Eva Brumberger)، وهي معلمة في برنامج الكتابة الاحترافي في جامعة فرجينيا للتكنولوجيا، آراء الكتاب المحترفين حول طبيعة عملهم من أجل تقييم ما يدرسه الطلاب قبل الالتحاق بالعمل. أكد هؤلاء الكتاب المحترفون أن دورهم قد تطور إلى ما وراء التواصل اللفظي السائد في الأدب المقدم للطلاب وتطور إلى تواصل مرئي في الغالب.

### تعريف
المتصلون الفنيون يجب أن يأخذوا البيانات ويحولونها إلى معلومات؛ تُعرف هذه العملية بالتخيل أو الاتصال المرئي. بسبب الاستخدام الواسع للوسائط الرقمية، يجب أن يفكر المتخصصون الفنيون الحديثون الآن في التصور من حيث صلته بالنماذج والوثائق الرقمية. ستيوارت ك. كارد (Stuart K. Card)، وجوك د.ماكينلي (Jock D. Mackinlay)، وبن شنايدرمان (Ben Shneiderman)، يعرّف محررو كتاب القراءات في تصور المعلومات: استخدام الرؤية للتفكير (Readings in Information Visualization: Using Vision to Think)، التصور على أنه: "استخدام التمثيل المرئي والتفاعلي والمدعم بالكمبيوتر للبيانات لتضخيم الإدراك". على الرغم من أن العديد من النماذج والمستندات ستظل تحتوي على نسخة ورقية للتوزيع، فإن معظم النماذج والوثائق تُستخدم الآن على الإنترنت بطريقة ما؛ هذا هو سبب وجود مثل هذا التركيز على التمثيلات المدعومة بالحاسوب من أجل إدراك الحد الأقصى من المعرفة. يعرّف برومبرجر الاتصال المرئي على أنه: "تصميم المستندات المطبوعة والويب والوسائط المتعددة... إنشاء عروض مرئية للمعلومات/البيانات، وإنشاء مواد مرئية أخرى... وأي مهام اتصال أخرى تعتمد على اللغة المرئية".

### أمثلة
هناك العديد من المجالات التي يستخدم فيها الكُتاب المحترفون التخيل. وهي مفيدة للغاية في المجالات التالية: الوثائق المعقدة، والبيانات الإحصائية والفئوية، والخدمات الشخصية، والتاريخ.
تشمل مسؤوليات الاتصال المرئي: تصميم المحتوى المرئي، وتحديد وقت استخدام المواد المرئية، وتعديل المواد الموجودة، وتطبيق النماذج الموجودة بالفعل على المواد.
تشمل مهام الاتصال المرئي تصميم العروض التقديمية، وطباعة المستندات، وتخطيطات الصفحات، والصور، وعرض البيانات.

### تصميم محوره الإنسان
يركز التصميم الذي يركز على الإنسان على ضمان أن يفهم الجمهور المعلومات التي يجري تقديمها. وهو: "كيف يمكن لموضوع محبط ومشوش ... توصيل رسالة مؤثرة في بيئة مزدحمة وصاخبة". الهدف من التصميم المتمحور حول الإنسان هو "إتاحة الوصول إلى المعلومات" و"إعطاء شكل للبيانات".
لوك وروبلوسكي (Luke Wroblewski)، كبير مديري مشروع التفكير والتصميم في ياهو!، ومؤلف كتاب تصميم نماذج الويب: ملء الفراغات (Filling in the Blanks)، لديه أيضًا بعض أفكار التصميم التي تركز على الإنسان لنماذج الويب والمستندات. يقول: "نظرًا إلى أن الناس يريدون ما هو موجود على الجانب الآخر من نماذج الويب، فإن ميلهم العام هو القفز مباشرة والبدء في الإجابة على الأسئلة والأمل في إنجاز ذلك بسرعة". نتيجة لذلك، يوصي بتصميم مسار واضح لإكمال النموذج أو المستند. كما ذكر أيضًا الرسائل بدون الأولوية المناسبة، مثل رسائل الخطأ التي يصعب العثور عليها، والإجراءات الأولية غير المتصلة التي يمكن أن تحجب بشكل مماثل الخطوات التي يتعين على الأشخاص اتخاذها من أجل الوصول إلى النموذج. لكي يكون لنموذج الويب تصميم محوره الإنسان، يجب تنظيم المعلومات "بنمط منطقي من البداية إلى النهاية".

## الهيكل والتنظيم
عندما يقوم أحد المتصلين التقنيين بإنشاء نموذج أو مستند، فمن الأهمية أن يولوا اهتمامًا وثيقًا للهيكل والتنظيم لأن هذه هي الوسائل التي تسمح للتخيل بالعمل.

### تحليل وظيفي
من أجل تصميم نموذج أو وثيقة، يجب على الكاتب فهم وتقييم القيود المختلفة في الموقف البلاغي؛ هذا يسمى التحليل الوظيفي. أحد أكبر المكونات في تحليل النموذج أو الوثيقة هو تحديد الغرض من التواصل من النموذج أو الوثيقة. قسّم ليو لينتز (Leo Lentz)، وهينك باندر مات (Henk Pander Maat)، من جامعة أوتريخت (Utrecht)، الغاية من التواصل إلى أربعة عناصر:
1. التأثير الاتصالي المقصود: يجب أن يندرج التأثير المقصود في واحدة من ثلاث فئات؛ "تغيير معرفي في الحالة العقلية للقارئ، الذي يتعلم شيئًا ما أو يشكل موقفًا معينًا، أو تغييرًا في سلوك القارئ، مثل التعامل مع آلة أو شراء منتج، أو حدوث تغيير في الواقع الاجتماعي نتيجة السلوك الجماعي للقراء، مثل بيع منتج".[13]
2. الموضوع: يعتمد على احتياجات القارئ، لأن القارئ هو الذي يُتوقع أن يعمل على المعلومات.[14]
3. المجموعة المستهدفة: يجب أن تكون مجموعة محددة توصف إما بالمتغيرات الديموغرافية أو الميول التواصلية.[15]
4. الهدف التنظيمي: وهو التغيير الذي يجب أن يحدث لدى كل قارئ فردي.[16]

بعد تحليل الغرض الاتصالي، يمكن للمتصل الفني تصميم نموذج أو مستند يتناسب مع المتطلبات ويلبي التوقعات الخاصة به.

### هيكل واضح
أحد جوانب إنشاء النماذج والوثائق التي يجب أن يوليها المتخصصون الفنيون اهتمامًا وثيقًا هو الهيكل الواضح. عندما يكون الهيكل واضحًا، يمكن للقارئ التفاعل مع النموذج أو المستند على مستوى أكثر فعالية. "الوسائل الأساسية التي يستخدمها المتصل التقني لإبراز الهيكل هي من خلال العناوين والروابط". يجب أن يضيف المتصل الفني هذه العناوين عند صياغة النموذج أو المستند، لأن الهيكل سيظل ضمنيًا حتى تجري إضافتها.
يضيف مؤلفو تعرف على نوعك: دليل ميداني للحب والطباعة (Meet Your Type: A Field Guide to Love & Typography): التسلسل الهرمي لفكرة جعل الهيكل صريحًا. يقولون: "التسلسل الهرمي الفعال يجعل الناس ينظرون إلى المكان الذي تريدهم أن ينظروا إليه، عندما تريدهم أن ينظروا هناك. وبدونه يُترك القارئ مرتبكًا ومحبطًا. بالتركيز على الحجم، والوزن، واللون، والأسلوب، والموضع". وبالتالي، فإن التركيز من عدة جوانب مختلفة بشأن الخطوط وتنظيم العناوين كميزة تجعل الهيكل واضحًا.

### التنظيم المرئي
تشمل الأمور التي يضعها المتصل الفني في الاعتبار عند إنشاء نموذج أو مستند: عدد الصفحات، واتجاه النص، والحروف الكبيرة، والرموز النقطية.

#### عدد الصفحات
إذا كان ذلك ممكنًا، فمن الأفضل استخدام صفحة واحدة للمستند أو النموذج لأن القارئ يمكنه: "إلقاء نظرة على المعلومات دون تقليب الصفحات أو الاضطرار إلى البحث عن الأقسام ذات الصلة، وكلاهما نتيجة لسوء التخطيط الذي يمكن أن يصرف القارئ".

#### اتجاه النص
عند كتابة مستند، يجب أن يجعل المتصل الفني النص موازيًا لاتجاه اللغة المستخدمة لأنه: "أسهل للقراءة لأننا نقرأه هكذا في أغلب الأحيان". إبقاء النص موازيًا لاتجاه اللغة بدلاً من تعديله: "يعطي النص مظهرًا أكثر تناسقًا ويجعله أسهل في القراءة، نظرًا إلى أن جميع مسافات الكلمات لها نفس العرض". والسبب في وجوب تجنب تغيير موازاة النص هو: "الكلمات والفراغات الممتدة".

#### الحروف الكبيرة
لا ينبغي استخدام الأحرف الكبيرة لإبراز الكلمات في نموذج أو مستند؛ لأنه يشتت الانتباه ويؤثر على مظهر النموذج أو المستند. عندما تكون الحروف الكبيرة ضرورية للغاية، على سبيل المثال في حالة الأسماء المختصرة أو اختصار جملة، يجب استخدام الأحرف الصغيرة. عندما لا تكون الأحرف الكبيرة ضرورية تمامًا، يجب على المسؤول التقني تقييم فعالية كتابة الكلمة أو العبارة بالخط المائل للتأكيد.